# ميكس
ميكس هي قرية مغربية تنتمي لإقليم مولاي يعقوب، غرب مدينة فاس. تضم هذه البلدة 6.089 ساكنا حسب إحصاء سبتمبر 2014.